# Tricentrus curvispinatus
Tricentrus curvispinatus är en insektsart som beskrevs av Yuan och Xiaolong Cui 1987. Tricentrus curvispinatus ingår i släktet Tricentrus och familjen hornstritar. Inga underarter finns listade i Catalogue of Life.